# Calluga lophoceras
Calluga lophoceras là một loài bướm đêm trong họ Geometridae.